# André Lara Resende

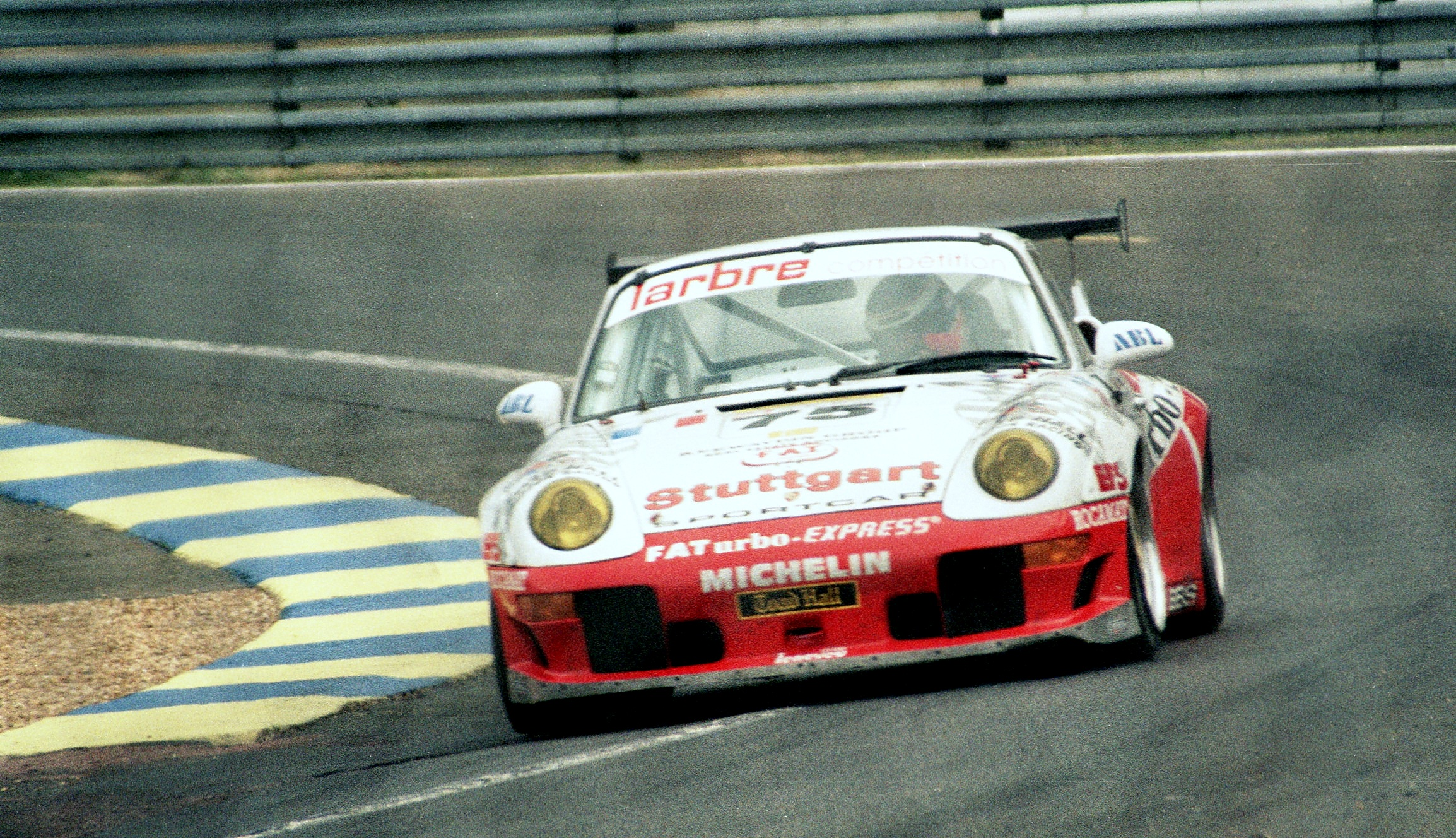
Der Porsche 911 GT2 von Patrick Bourdais, André Lara Resende und Peter Kitchak beim 24-Stunden-Rennen von Le Mans 1997

André Pinheiro de Lara Resende (* 24. April 1951 in Rio de Janeiro) ist ein brasilianischer Banker, Wirtschaftswissenschaftler und ehemaliger Autorennfahrer.

## Ausbildung und beruflicher Werdegang
André Lara Resende kam als Sohn des brasilianischen Schriftstellers Otto Lara Resende zur Welt. Nach den Pflichtschulen studierte er mit Abschluss Wirtschaftswissenschaft an der Päpstlichen Katholischen Universität von Rio de Janeiro. Den Doktor der Philosophie erwarb er am Massachusetts Institute of Technology in Cambridge, einem Vorort von Boston.
André Lara Resende war einer der Gründungspartner der Banco Matrix und Finanzberater des von 1985 bis 1990 regierenden Staatspräsidenten José Sarney. Er war langjähriger Direktor der Zentralbank von Brasilien und Sonderberater des Präsidenten Fernando Henrique Cardoso.
Im April 1998 wurde er Präsident der Brasilianischen Entwicklungsbank, musste das Amt aber im November desselben Jahres wieder niederlegen. Es wurde ihm eine Verwicklung in die inzwischen gerichtsanhängigen korrupten Vorgänge bei der Privatisierung der Telefongesellschaft Telebrás vorgeworfen. Es wurde Anklage erhoben. 2007 wurde er von einem Bundesgericht in letzter Instanz von allen Vorwürfen freigesprochen.
Nach dem Ausscheiden aus dem Staatsdienst gründete er eine Investmentgesellschaft.

## Karriere als Rennfahrer
André Lara Resende betrieb den Motorsport als Herrenfahrer und war dabei durchaus erfolgreich. Zweimal, 1996 und 2001, gewann er die Gesamtwertung des in Brasilien populären Langstreckenrennen Mil Milhas Brasileiras. 1997 siegte er gemeinsam mit Antônio de Azevedo Hermann auch beim 500-km-Rennen von Interlagos. Er war dreimal beim 24-Stunden-Rennen von Daytona am Start und 1997 für Larbre Compétition auch beim 24-Stunden-Rennen von Le Mans. Der Porsche 911 GT2, den er mit den Partnern Patrick Bourdais und Peter Kitchak fuhr, fiel durch Getriebeschaden aus.

## Statistik

### Le-Mans-Ergebnisse
| Jahr | Team               | Fahrzeug        | Teamkollege      | Teamkollege   | Platzierung | Ausfallgrund    |
| ---- | ------------------ | --------------- | ---------------- | ------------- | ----------- | --------------- |
| 1997 | Larbre Compétition | Porsche 911 GT2 | Patrick Bourdais | Peter Kitchak | Ausfall     | Getriebeschaden |